# Ronny Støbakk
Ronny Støbakk (11 marzo 1973) è un ex calciatore norvegese.

## Carriera

### Club
Støbakk debuttò nella Tippeligaen con la maglia del Rosenborg. Il 2 maggio 1993, infatti, subentrò a Karl Petter Løken nel successo per 0-1 sul campo del Lyn Oslo. Il 21 settembre 1994 arrivò la sua prima rete nella massima divisione, nella vittoria per 9-0 del Rosenborg sul Brann. Vinse due campionati in squadra e giocò anche nelle coppe europee. Nel 1995 si trasferì allo Strindheim, formazione per cui esordì il 22 aprile successivo, subentrando ad Ole Gunnar Iversen nel pareggio per 1-1 contro lo Hødd. Il 24 settembre realizzò l'unico gol in campionato, nella sconfitta per 9-2 contro il Vålerenga. A fine stagione, la sua squadra retrocesse, ma Støbakk vi restò in forza. Dal 2010 gioca nel Malvik.

### Nazionale
Conta 2 presenze per la Norvegia under 21. La prima di queste arrivò in data 4 febbraio 1994, nella vittoria per 2-3 sul Giappone under 21.

## Palmarès

### Club

#### Competizioni nazionali
- Campionato norvegese: 2

Rosenborg: 1993, 1994